# Территориальное аббатство Святой Троицы (Кава-де-Тиррени)
Аббатство Святой Троицы (лат. Territorialis Abbatia Ssmae Trinitatis Cavensis) — аббатство монахов-бенедиктинцев в Кава-де-Тиррени (Италия).

## Описание
Основано в 1011 году Алферио из Паппакарбоне, который стал клюнийским монахом и жил отшельником с 1011 года. Урбан II наделил этот монастырь многими привилегиями и взял монастырь с прилегающей территорией под папскую юрисдикцию.
Церковь и большая часть здания были полностью модернизированы в 1796 году. 
В монастыре хранятся богатые архивы государственных и частных документов, датируемые VIII веком, например, Кодекс Legum Longobardorum 1004 года (старейший сборник законов Ломбардии), и Ла Кава Библии и несколько замечательных инкунабул. Монастырь позже стал местом национального образовательного учреждения, под опекой бенедиктинцев.
В церкви монастыря находятся гробницы известных духовных лиц и королевы Сибиллы Бургундской (скончалась в 1150), второй супруги короля Сицилии Рожера II.